# Acuario de Wasserbillig
El Acuario de Wasserbillig  se encuentra en Wasserbillig, una pequeña ciudad en el suroeste de Luxemburgo, cerca de la frontera con Alemania. Se compone de 15 tanques que varían en tamaño desde 300 a 40.000 litros (79 a 11.000 US gal), con peces procedentes de los cinco continentes en su entorno natural. Entre las variedades más exóticas se encuentran los peces ángel, tetra de neón, el koi japonés  y Percidae de América del Sur. Pero también hay especies de más cerca a casa, como la anguila, la dorada, gobio, la tenca y la lucioperca.